# محمد ولد غده
محمد ولد غده سياسي موريتاني معارض؛ عضو مجلس الشيوخ الموريتاني عن مقاطعة تفرغ زينه. لعب دورا محوريا في أزمة التعديلات الدستورية التي تلت اقتراح الحكومة الموريتانية في مارس 2017 حلّ مجلس الشيوخ وتغيير العلم والنشيد، ورفض
مجلس الشيوخ لتمرير هذه التعديلات.
في مايو 2017 أُحيل ولد غده إلى السجن إثر حادث سير قرب مدينة روصو، وأطلق سراحه بعد ذلك إثر الحكم عليه بستة أشهر غير نافذة وغرامة مالية. أعادت السلطات الموريتانية اعتقال ولد غده في أغسطس 2017، يوما بعد منعه من السفر للخارج.